# Château de Solitude (Allemagne)
Pour les articles homonymes, voir Château de la Solitude.
Le château de Solitude est un château situé à Stuttgart en Allemagne. Il a été construit comme un pavillon de chasse entre 1764 et 1769 par le duc Charles II de Wurtemberg. Il ne s'agit pas en fait d'un véritable château mais d'un palais rococo.
Depuis 1956, il fait partie du district de Stuttgart-Ouest. Il est construit sur une grande plaine entre les villes de Leonberg, Gerlingen et Stuttgart. Il offre de belles vues vers le nord.

## Source
- (en) Cet article est partiellement ou en totalité issu de l’article de Wikipédia en anglais intitulé « Castle Solitude » (voir la liste des auteurs).